# Spallanzania sillemi
Spallanzania sillemi là một loài ruồi trong họ Tachinidae.